# Estrela Vermelha da Beira
Estrela Vermelha da Beira, ou simplesmente Estrela Beira, é um clube de futebol  moçambicano baseada na cidade da  Beira. Eles jogam na terceira divisão do futebol moçambicano, Moçambola. Seu estádio é o Estádio Beira.